# Eduardo Lonardi
Eduardo Ernesto Lonardi Doucet (Buenos Aires, 15 settembre 1896 – Buenos Aires, 22 marzo 1956) è stato un generale e politico argentino.
È stato Presidente de facto dell'Argentina dal 23 settembre al 13 novembre 1955. 

## Biografia
Era figlio di un immigrato italiano nativo di Ospitaletto (BS) e di un'argentina.
Fu nominato addetto militare in Cile durante la presidenza di Ramón Castillo nel 1942, ma poco dopo fu dichiarato "persona non grata" dal governo cileno con l'accusa di spionaggio. Tornato in Argentina, partecipò al colpo di Stato che rovesciò Castillo. Nel 1946 fu nominato addetto militare a Washington, dove rimase per alcuni anni. Tornò poi definitivamente in patria.
Eduardo Lonardi, nazionalista cattolico, assunse la guida del colpo di Stato, noto come Rivoluzione Liberatrice, che rovesciò Juan Domingo Perón il 16 settembre 1955. Al suo arrivo a Buenos Aires fu accolto da canti di Cristo Vence ("Cristo è vittorioso"). Favorevole a una transizione "senza vincitori né vinti", il suo approccio conciliante fu ritenuto troppo morbido dalla fazione liberale delle forze armate, che lo depose a meno di due mesi dall'inizio del suo mandato e lo sostituì con Pedro Aramburu, esponente dell'ala più dura della giunta militare.
Malato di cancro, andò negli Stati Uniti per sottoporsi ad alcune cure, ma la morte lo colpì il 22 marzo 1956.